# Benjamin Grau
Benjamin Grau, född 19 augusti 1945, är en spansk före detta roadracingförare vars främsta merit var hemmasegern 1974 i 125GP. Han var sporadiskt aktiv i klasserna 50GP, 125GP och 250 GP mellan 1967 och 1975. Förutom segern 1974 noterade han en tredjeplats i VM-debuten, Spaniens GP 1964 i 50cc-klassen samt en tredjeplats i Spaniens GP i 250cc-klassen 1975.

## Segrar 125GP
| Nr | Grand Prix | År   |
| -- | ---------- | ---- |
| 1  | Spanien    | 1974 |